# Tõstamaa kirik
Tõstamaa kirik är en kyrka i Tõstamaa i Estland. Den nuvarande kyrkan byggdes åren 1763–1768.